# Copa Constitució 2007
La Copa Constitució 2007 va ser la 15ª edició de la Copa d'Andorra de futbol, disputada entre el 21 gener i el 19 maig de 2007. El FC Santa Coloma va guanyar el trofeu per setena vegada.

## Primera eliminatòria
La disputen el 21 de gener 2007 equips de la Segona divisió d'Andorra.
| Equip 1           | Marcador | Equip 2                   |
| ----------------- | -------- | ------------------------- |
| UE Extremenya     | 4 - 2    | Sporting Club d'Escaldes  |
| FC Santa Coloma B | 4 - 2    | FC Rànger's B             |
| FC Lusitanos B    | 0 - 3    | UE Engordany              |
| CE Principat B    | 1 - 2    | Casa Estrella del Benfica |

## Segona eliminatòria
Els partits es van disputar el 28 gener de 2007. S'incorporen els quatre darrers classificats a la Primera Divisió.
| Equip 1                   | Marcador | Equip 2                 |
| ------------------------- | -------- | ----------------------- |
| UE Extremenya             | 2 - 4    | Inter Club d'Escaldes   |
| FC Santa Coloma B         | 2 - 4    | CE Principat            |
| UE Engordany              | 1 - 3    | FC Encamp               |
| Casa Estrella del Benfica | 2 - 4    | Atlètic Club d'Escaldes |

## Quarts de final
Els partits es van disputar el 4 febrer 2007. S'incorporen els quatre primers classificats a la Primera Divisió.
| Equip 1                 | Marcador | Equip 2         |
| ----------------------- | -------- | --------------- |
| Inter Club d'Escaldes   | 0 - 4    | FC Rànger's     |
| CE Principat            | 1 - 3    | UE Sant Julià   |
| FC Encamp               | 6 - 7    | FC Lusitans     |
| Atlètic Club d'Escaldes | 0 - 3    | FC Santa Coloma |

## Semifinal
Els partits es van disputar el 13 maig 2007.
| Equip 1     | Marcador  | Equip 2         |
| ----------- | --------- | --------------- |
| FC Rànger's | 1 - 3     | UE Sant Julià   |
| FC Lusitans | 2 - 3 dts | FC Santa Coloma |

## Final
La final es va jugar el 19 maig 2007. El FC Santa Coloma va vèncer 4-2 als penals després que el partit va acabar 2-2 després de la pròrroga.
| UE Sant Julià                | 2 – 2 (pr.) | FC Santa Coloma                          |
| ---------------------------- | ----------- | ---------------------------------------- |
| Sebastian (62') · Lobo (93') |             | Pedro Franco (72') · Ayala (120')        |
| Tanda de penals              |             |                                          |
| desconegut                   | 2–4         | Jandro · Ayala · Victor · Oscar De Cunya |